# Permanent (matematik)
Ett permanent av en kvadratisk matris är inom linjär algebra en matrisfunktion som liknar determinanten. Precis som en determinant är ett permanent ett polynom av matriselementen.

## Definition
Permanentet av en matris {\displaystyle A} definieras som
{\displaystyle {\text{perm}}(A)=\sum _{\sigma \in S_{n}}\prod \limits _{i=1}^{n}a_{i,\sigma (i)}}
där {\displaystyle a_{i,j}} betecknar matriselementen i {\displaystyle A}. Summan löper över alla element i den symmetriska gruppen {\displaystyle S_{n}}, det vill säga över alla permutationer av talen {\displaystyle 1,2,...,n}.

## Exempel
{\displaystyle \operatorname {perm} {\begin{pmatrix}a&b\\c&d\end{pmatrix}}=ad+bc,}
och
{\displaystyle \operatorname {perm} {\begin{pmatrix}a&b&c\\d&e&f\\g&h&i\end{pmatrix}}=aei+bfg+cdh+ceg+bdi+afh.}